# Cilioplea coronata
Cilioplea coronata är en svampart som först beskrevs av Niessl, och fick sitt nu gällande namn av Munk 1953. Cilioplea coronata ingår i släktet Cilioplea och familjen Lophiostomataceae.  Arten är reproducerande i Sverige. Inga underarter finns listade i Catalogue of Life.